# Élénie à ventre jaune
Elaenia flavogaster
Espèce
Statut de conservation UICN

 LC  : Préoccupation mineure
L'Élénie à ventre jaune, Elaenia flavogaster, est une espèce de passereaux de la famille des Tyrannidae (Tyrannidés en français).

## Description
L'Élénie à ventre jaune est de couleur olive brunâtre avec deux bandes blanches sur les ailes, une poitrine gris clair et un ventre jaune pâle. Elle possède une crête dense. Elle mesure environ 17 cm.

## Répartition
L'Élénie à ventre jaune se rencontre sur l'ensemble du territoire de l'Amérique centrale et l'Amérique du sud, à l'exception de l'Uruguay. Elle est également très peu présente au Chili. 

## Habitat
Cette espèce fréquente les buissons, les fourrés ainsi que les forêts jusqu'à 1 700 mètres d'altitude et se rencontre dans les zones tropicales et subtropicales.

## Sous-espèces
D'après la classification de référence (version 5.2, 2015) du Congrès ornithologique international, cette espèce est constituée des quatre sous-espèces suivantes (ordre phylogénique) :
- Elaenia flavogaster flavogaster (Thunberg, 1822) ;
- Elaenia flavogaster pallididorsalis Aldrich, 1937 ;
- Elaenia flavogaster semipagana P.L. Sclater, 1862 ;
- Elaenia flavogaster subpagana P.L. Sclater, 1860.